# Die Gustloff
Die Gustloff ist ein von Joseph Vilsmaier inszeniertes fiktionales Drama, das den Untergang der Wilhelm Gustloff im Januar 1945 thematisiert. Der Zweiteiler wurde am 2. und 3. März 2008 im ZDF und ORF ausgestrahlt.

## Handlung
Der Film erzählt aus der Sicht der fiktiven Person Hellmuth Kehding, des zivilen Kapitäns der Wilhelm Gustloff, wie das Schiff aus Gotenhafen ausläuft. An Bord sind über 10.000 Menschen, auf der Flucht vor der herannahenden Sowjetarmee. Am 30. Januar 1945 kommt es zur Katastrophe. Unter den zahlreich auf der Kommandobrücke anwesenden Kapitänen entspinnt sich ein Streit, ob die Positionslichter eingeschaltet werden sollen oder nicht, was schließlich geschieht. Vorausgegangen war ein verdächtiger Funkspruch mit der Warnung vor Gegenverkehr. Daraufhin schlagen drei Torpedos eines U-Boots der sowjetischen Marine in das deutsche Schiff ein und bringen es zum Kentern. Etwa 9.000 Menschen sterben, darunter viele Kinder. Eine Nebenhandlung beschreibt die Fahnenflucht einer Marinehelferin auf das Schiff und die Fahndung nach ihr während der Fahrt.

## Hintergrundinformationen
Ursprünglich wurde der Film unter dem Arbeitstitel Hafen der Hoffnung – Die letzte Fahrt der Wilhelm Gustloff gedreht, allerdings entschieden sich die Produzenten für einen kürzeren Filmtitel. Produziert wurde der Film mit einem Budget von über 10 Millionen Euro und einem Aufgebot von 400 Statisten zum größten Teil in Stralsund. Um den Untergang des Schiffes zu filmen, der ähnlich realistisch wirken sollte wie jener in Titanic, wich das Drehteam in ein Studio auf der Insel Malta aus.
Außerdem ist in der Anfangsszene die historische Junkers Ju 52/3m D-AQUI zu sehen.

## Kritiken
„Komparsen schwimmen im Wasser. Im Rettungsboot wird ein Kind geboren […] Es wird geschrien und gewunken. Der Montage fällt nichts ein. Sie verbrät das Schnittmaterial wies kommt. […] Dramaturgisch verliert sich der Ansatz, der Handlungsarmut mit der Terroristenpanik von heute abzuhelfen. Ein Sprengsatz soll im Schiff versteckt sein! Hausdurchsuchung! Das wird im ersten Teil noch schön ausgemalt. Bis Detlev Buck den Selbstmordattentäter macht. Dramaturgischer Murks.“

„Die Schiffssymbolik erlaubt es, Deutschlands Untergang aus dem historischen Zusammenhang zu reißen. Vilsmaiers Hauptdarsteller ist der Ostseenebel, hinter dem alle Ursachen für die Katastrophe verschwinden. Verbrechen der Wehrmacht? Verschwunden im Nebel. Holocaust? Bleibt unerwähnt. Die Opferrolle ist schon von deutschen Zivilisten besetzt. […] Auf Vilsmaiers Nazi-Traumschiff wird jede negative Figur durch eine positive neutralisiert […] Sorgfältig verteilt Vilsmaier sein Nazi-Gegengift über alle Hierarchien und verrechnet das böse Deutsche restlos mit dem guten.“

„Rainer Berg und Joseph Vilsmaier gelingt es, die Fragen, die noch heute der Untergang der ‚Wilhelm Gustloff‘ aufwirft, prägnant zu thematisieren und die verschiedenen Fraktionen an Bord sowie das dramatische Schicksal der Flüchtlinge zu zeigen. […] Der Aufwand, der für den Zweiteiler betrieben wird, ist beachtlich, auch sind die computergenerierten Bilder des fahrenden Schiffes überzeugend. […] Ansonsten ist ‚Die Gustloff‘ jedoch zeitweise etwas zu konventionell und klischeelastig geraten, manche Figuren wirken holzschnittartig und auch die Dialoge (‚Das Leben ist keine Kreuzfahrt, Kleiner...‘) überzeugen nicht immer.“

„Dem deutschen Film wird oft vorgeworfen, er zeige zuwenig Klasse. Er mache alles zu klein, selbst die großen Themen der eigenen, deutschen Geschichte. […] ihr habt doch alles, heißt es in Hollywood. Und was macht ihr daraus? Fernsehfilme! Alle diese Vorurteile hätte ‚Die Gustloff‘ nun widerlegen können. […] Und der Stoff, die Geschichte selbst erfüllt alle Voraussetzungen für einen Kracher. Der Untergang des KdF-Dampfers ‚Wilhelm Gustloff‘ am 30. Januar 1945 vor der pommerschen Küste war die größte Schiffskatastrophe aller Zeiten. Neuntausend Menschen, die Mehrzahl Frauen und Kinder, ertranken damals im eiskalten Ostseewasser, nur zwölfhundert wurden geborgen. […] Und doch hat Joseph Vilsmaiers ‚Gustloff‘-Zweiteiler seine Chance vertan. […] Schon in der Drehbuchphase muss dieses Projekt Schlagseite bekommen haben, denn ihm fehlt eine Qualität, die alle großen Katastrophenfilme auszeichnet: erzählerische Dichte, Konzentration. […] Im Vergleich zu den Funktionsträgern wirken die Passagiere der ‚Gustloff‘ diffus, eine einförmige Masse aus rotgefrorenen Kinder- und schreckstarren Frauengesichtern, zahllos und anonym wie die Babywagen, die am Kai stehenbleiben, von dem der Unglücksdampfer abfährt. […] Auf Vilsmaiers ‚Gustloff‘ aber ist nie ganz klar, wo Vorn und Hinten, Oben und Unten ist; die Gänge führen in alle Richtungen, die Regie in keine. In der Chronologie des Unglücks spielt etwa der Wintergarten, hinter dessen Panzerglasscheiben Hunderte ertranken, eine wichtige Rolle. Bei Vilsmaier sieht man, wie Kai Wiesinger mit einer Axt auf die Scheiben eindrischt, aber die Tragik des Geschehens bleibt uns verschlossen, weil wir seine Vorgeschichte nicht kennen. Das ist kein Problem der Digitaltechnik. Es ist eine Frage des Handwerks. Auf eine ganz elementare Weise ist ‚Die Gustloff‘ misslungen, als Erzählung und als Film.“

## Bilder

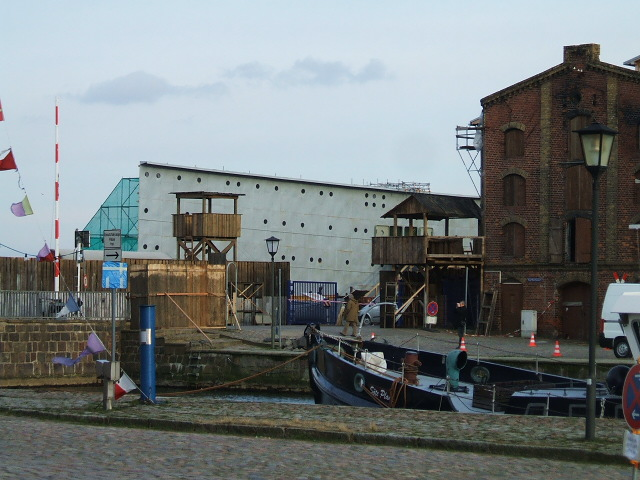
Bei den Dreharbeiten im Stralsunder Hafen
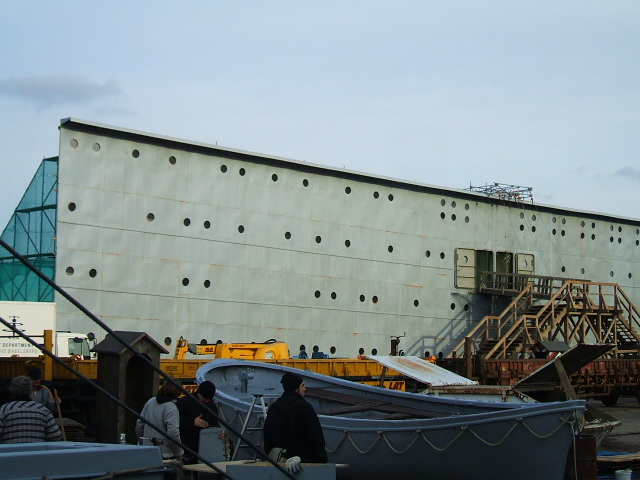
Kulisse der „Gustloff“ im Hafen von Stralsund
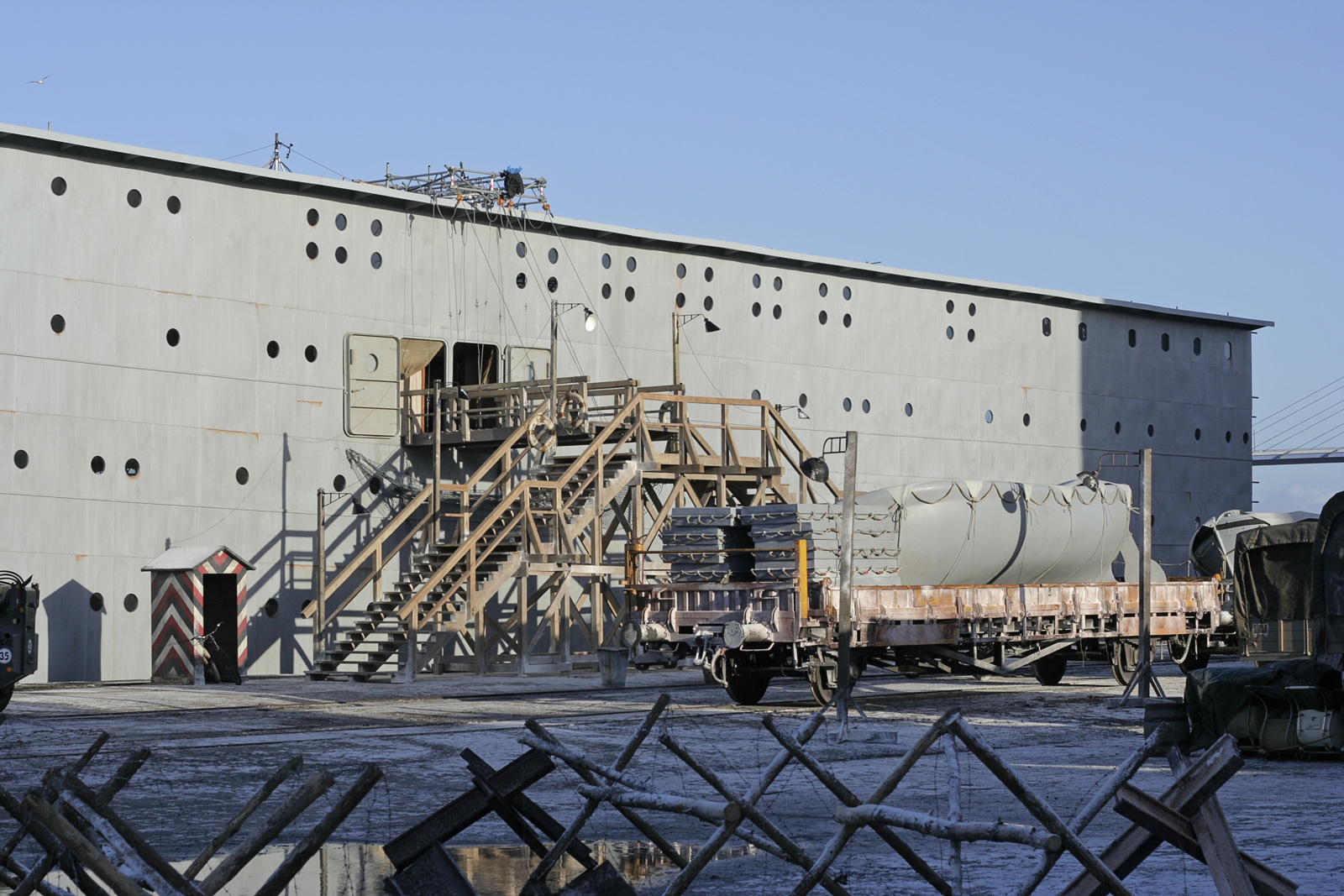
Kulisse der „Gustloff“
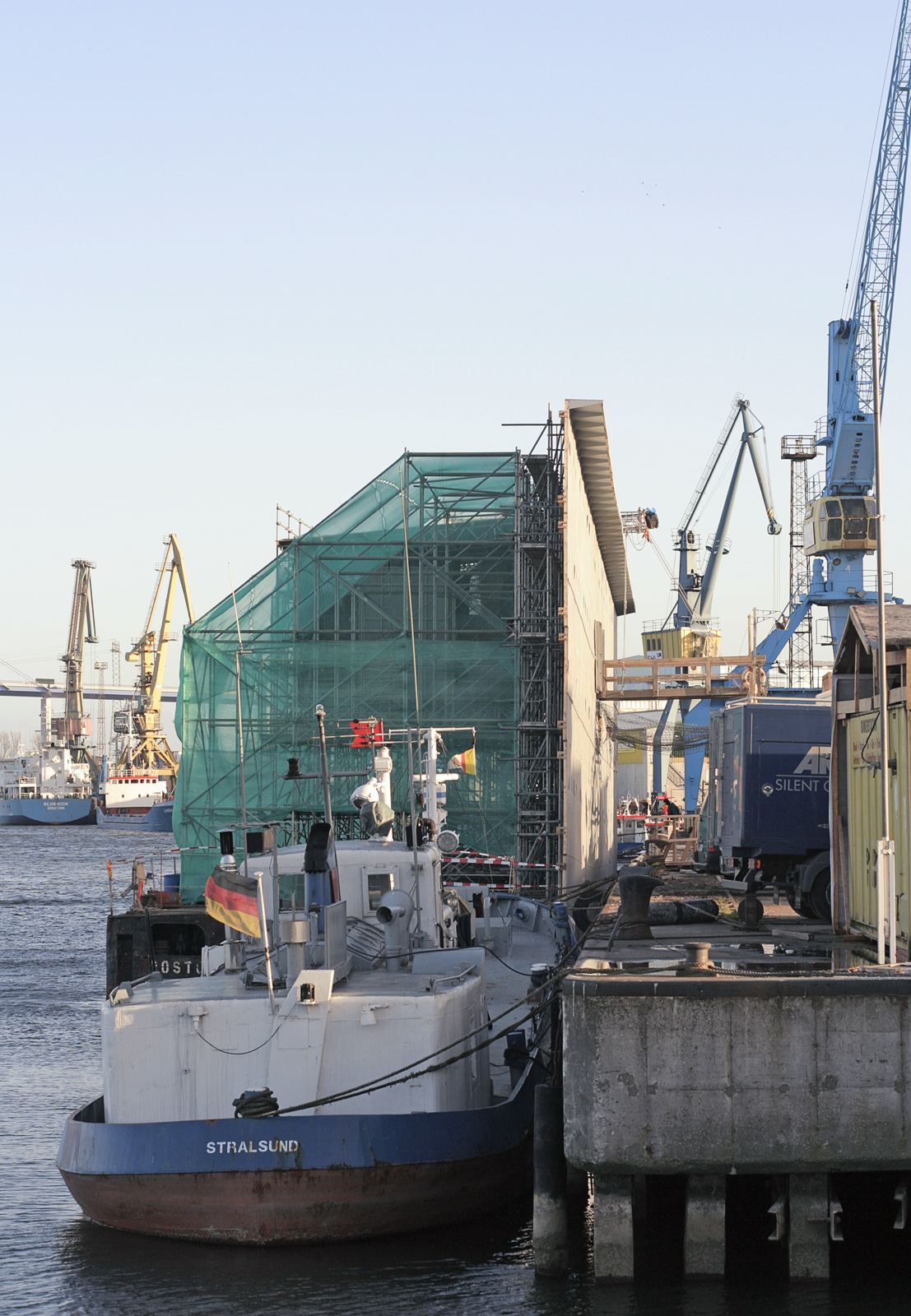
Kulisse der „Gustloff“